# Marie d'Angleterre (1344-1361)
 (juillet 2018).
Pour les articles homonymes, voir Marie d'Angleterre.
Titre
Duchesse de Bretagne
3 juillet 1361 – av. 13 septembre 1361
Marie d'Angleterre (10 octobre 1344 - septembre 1361), aussi appelée Marie de Waltham, fut duchesse de Bretagne en tant qu'épouse de Jean IV. Elle était une des filles d'Édouard III d'Angleterre et de Philippa de Hainaut.

## Biographie
Lorsque Marie naquit le 10 octobre 1344 à Waltham, son futur époux vivait déjà à la cour du roi Édouard III. Édouard favorisait en effet un rapprochement entre l'Angleterre et la Bretagne contre la France, alors en guerre contre l'Angleterre dans ce qui sera plus tard connu comme la Guerre de Cent Ans. Jean de Montfort, prétendant au trône de Bretagne à la mort de Jean III en 1341, reçoit l'appui militaire anglais en 1342. En contrepartie, il doit fiancer son fils et héritier Jean (le futur Jean IV) à une des filles d'Édouard III.
Jean de Montfort est tué au combat contre le prétendant Charles de Blois, soutenu par la France, en 1345. Le jeune Jean est laissé à la cour d'Angleterre par sa mère Jean de Flandre, qui poursuit le combat en son nom. La reine Philippa de Hainaut se charge de l'éducation de son futur gendre. Jean est reconnu par les Anglais comme duc de Bretagne et Marie, fiancée à Jean, est considérée comme duchesse titulaire de Bretagne. Marie et Jean passent leur enfance ensemble à la Tour de Londres, à Kings Langley, à Eltham, à Woodstock et d'autres palais royaux. Il semble que Marie ne quitta qu'une fois la cour lorsqu'elle rendit visite à son frère Jean de Gand et son épouse Blanche de Lancastre. Cependant, sa visite fut abrégée par la mort d'Henry de Grosmont, père de Blanche. Marie et sa jeune sœur Marguerite ne rendaient que de rares visites à leur famille et recevaient moins d'argent pour leur train de vie personnel (20 livres par an).
Marie épouse Jean au palais de Woodstock autour du 3 juillet 1361. Sa robe de mariage lui est offerte par son père le roi. Sa situation ne change pas après son mariage puisqu'elle et son mari restent à la cour d'Angleterre. Des préparations sont faites pour leur départ en Bretagne mais Marie contracte une maladie inconnue au bout de quelques mois. Elle meurt avant le 13 septembre 1361, sans avoir jamais rejoint la Bretagne. Sa sœur Marguerite la suivit dans la tombe quelques semaines plus tard et les deux sœurs furent inhumées à l'abbaye d'Abingdon. La reine Philippa finança leur tombe et le roi Édouard fit construire des vitraux en leur honneur à Kings Langley. Marie n'eut aucun enfant de son mariage avec Jean.